# Adolf Strube
Adolf Strube (* 31. Juli 1894 in Halberstadt; † 6. April 1973 in Berlin) war ein deutscher Schul- und Kirchenmusiker, Musikpädagoge sowie Hochschullehrer.

## Leben
Adolf Strube besuchte von 1908 bis 1914 die Lehrerbildungsanstalt in Halberstadt und war anschließend als Kriegsfreiwilliger im Ersten Weltkrieg. Hochdekoriert wurde er im Mai 1917 an der Westfront verwundet und kehrte in die Heimat zurück. Von November 1917 bis 1926 war er als Volksschullehrer tätig. Zugleich war er Kantor und Organist in Harsleben bei Halberstadt und leitete den dortigen Harslebener Singkreis.
Im Jahr 1926 legte er die „Prüfung für Musiklehrer an Höheren Schulen“ an der Akademie für Schul- und Kirchenmusik in Berlin ab. In den Folgejahren war er bis 1928 vom Schuldienst beurlaubt, um sein Studium der Musikwissenschaft und Pädagogik an den Universitäten in Halle und Leipzig fortzuführen. Nebenamtlich war er in dieser Zeit als Lehrer an der Kirchenmusikschule Aschersleben beschäftigt.
Im Jahr 1928 wurde Strube Leiter der Abteilung Kirchenmusik des Evangelischen Presseverbandes für Deutschland bzw. des Evangelischen Musikamtes in Berlin. Er leitete in dieser Zeit als Chorleiter auch den Berliner Praetorius-Kreises.
1930 siedelte Strube von Harsleben nach Berlin-Steglitz. Bis 1934 war er nun Kantor und Organist an der Kirche zum Guten Hirten in Berlin-Friedenau.
Nach der „Machtergreifung“ der Nationalsozialisten trat er nach einem Antrag vom April 1933 am 1. Mai 1933 der NSDAP bei (Mitgliedsnummer 2.849.877), Zum 20. April 1933 komponierte er Chöre und Musik für die Schulfunk-Feierstunde „Adolf Hitler“. Am 30. September 1933 trat er in den NSLB ein. Im September 1933 wurde er Geschäftsführer des „Reichsverbandes für evangelische Kirchenmusik“ und am 1. Oktober Dozent an der Berliner Hochschule für Kirchenmusik und Musikerziehung. Nach der „Gleichschaltung“ wurde er 1934 innerhalb der Reichsmusikkammer Geschäftsführer der Fachschaft V Kirchenmusik.
Ab 1934 gab er gemeinsam mit dem Merseburger Verlag zahlreiche Notenausgaben für Kirchen- und Schulmusik heraus, aber auch NS-Propagandalieder, wie die Sammlung Mein Vaterland. Neue Lieder der Jugend (1934). Ab 1934 erschien unter seiner Herausgeberschaft die Vierteljahreszeitschrift Musikalische Volksbildung, ab 1935 war er Schriftleiter, ab 1938 Hauptschriftleiter der Völkischen Musikerziehung. Von Januar 1934 bis Mitte 1938 war er Schriftleiter der Kirchenmusikalischen Nachrichten.
Nachdem er 1936 Professor an der Berliner Musikhochschule geworden war, trat er am 1. Oktober 1937 dem Nationalsozialistischen Deutschen Dozentenbund bei.
Er organisierte im Oktober 1937 das „Fest der Deutschen Kirchenmusik“ in Berlin.
Während des Zweiten Weltkriegs publizierte er verschiedene Liederbücher, wie Musik im Volk. Musikbuch für Höhere Jungenschulen, ein Kleines Chorbuch zu deutschen Volks- und Soldatenliedern, sowie ein Handbuch für die Singleiter der Wehrmacht, zusammen mit Ferdinand Lorenz. Am 6. Dezember 1944 meldete er sich freiwillig zum Volkssturm.
Nach dem Zweiten Weltkrieg wurden Strubes Schriften Mein Vaterland. Neue Lieder der Jugend (C. Merseburger, Leipzig 1934), Lasset uns singen (Deutscher Schulverlag, Berlin 1944), Handbuch für die Singleiter der Wehrmacht (C. Merseburger, Leipzig 1944) und Kleines Chorbuch zu deutschen Volks- und Soldatenliedern (C. Merseburger, Leipzig 1944) in der Sowjetischen Besatzungszone auf die Liste der auszusondernden Literatur gesetzt.
Strube übernahm 1945 die Geschäftsführung der „Zentralstelle für evangelische Kirchenmusik“ und des „Verbandes evangelischer Kirchenmusiker Deutschlands“. Ab 1950 hatte er die Schriftleitung von „Der Kirchenmusiker“.
Er war Leiter der „Berliner Kantorei“ und Herausgeber vielfältiger Chorliteratur.
1956 wurde er Eigentümer und Leiter des Merseburger Verlages. 1972 verkaufte er den Verlag an seinen Sohn Friedemann Strube und den Verleger Wolfgang Matthei (1925–2009).
Adolf Strube starb 1973 im Alter von 78 Jahren in Berlin und wurde auf dem Evangelischen Kirchhof Nikolassee beigesetzt. Das Grab ist nicht erhalten.

## Werke (Auswahl)
- Handbuch für den Tonwortunterricht (mit Frank Bennedik). Leipzig, Merseburger 1926
- Das Jahr in Liedern. Eine Sammlung alter und neuer Weisen für Kirchen-, Jugend- und Schulchöre. Zwei- u. dreistimmig gesetzt von E. Scharfe und A. Strube. Leipzig, Merseburger [1926]
- Welch ein Singen, Musizier'n!  Liederbuch für Mittelschulen 2.Teil für die Klassen III – I – Verlag Carl Merseburger Leipzig – nach 1924 (ohne Jahresangabe) – 232 Seiten (1. Lied „Die Musik“, 2. Lied „Wer sich die Musik erkiest“ etc.)
- Auf, bleibet treu! Choräle und geistliche Volkslieder zum Singen und Spielen in Schule und Haus. Der deutschen evangelischen Jugend dargebracht von Adolf Strube. Verlag Carl Merseburger Leipzig 1935
- Handbuch für die Singleiter der Wehrmacht. Herausgegeben von Ferdinand Lorenz, Lt. d. Res., Sachbearbeiter im OKW, und Adolf Strube, Prof. an der Staatl. Hochschule für Musikerziehung, Berlin. Leipzig, Merseburger [um 1940]
- Deutsche Musikkunde für die höhere Schule. In Zusammenarbeit mit Elisabeth Deisenroth, Kurt Benkel, Hanns Martin, Karl Rehberg und Kurt Walther herausgegeben von Adolf Strube. Der erste Teil. Für die 2. bis 4. Klasse. Verlag Merseburger & Co. Leipzig 1942
- Europäische Weihnachtslieder am Klavier zu singen. Herausgegeben von Adolf Strube. Verlag Carl Merseburger Berlin Darmstadt 1954 (Edition Merseburger 725)
- Klingender Tag. Geselliges Schul-Chorbuch für zwei und drei gemischte Stimmen (Herausgeber). Verlag Carl Merseburger Berlin 1965 (Edition Merseburger 372)